# Notoplites harmeri
Notoplites harmeri is een mosdiertjessoort uit de familie van de Candidae. De wetenschappelijke naam van de soort is voor het eerst geldig gepubliceerd in 1963 door Ryland.